# Stabunity
Stabunity – opuszczona wieś w Polsce położona w województwie warmińsko-mazurskim, w powiecie lidzbarskim, w gminie Lidzbark Warmiński.
W latach 1975–1998 miejscowość administracyjnie należała do województwa olsztyńskiego. Wieś znajduje się nad rzeką Drwęcą Warmińską, w historycznym regionie Warmia.
W miejscowości brak zabudowy.